# Fireballs Bad Aibling
Die TuS Bad Aibling Fireballs (kurz: TBA Fireballs) sind die Basketballabteilung des Turn- und Sportverein Bad Aibling 1861 e. V.

## Geschichte
Die Abteilung wurde 1949 gegründet. Die offizielle Heimspielhalle der TBA Fireballs ist die Sporthalle im Sportpark Bad Aibling. Die 1. Damenmannschaft spielt seit der Saison 2015/16 in der 1. Damen-Basketball-Bundesliga. Die 2. Damenmannschaft spielt in der Bezirksoberliga Oberbayern. Die erste Herrenmannschaft spielt in der Saison 2017/18 in der 2. Regionalliga Süd. Der Verein betreibt eine breit angelegte Nachwuchsarbeit im Basketball mit Mannschaften im Spielbetrieb aller Altersklassen. In der Saison 2018/19 entschied man die 1. Damen aus der 1. Liga zurückzuziehen und steigt somit nach den Regeln der DBBL ab. Grund dafür sind wirtschaftliche Schwierigkeiten und eine kleine Kaderbreite. Die weiteren Mannschaften sollen aber von dieser Entscheidung nicht betroffen sein.

## Damenteam (2017/18)
| Name           | Position     | Nationalität            |
| -------------- | ------------ | ----------------------- |
| Milos Kandzic  | Trainer      | Bosnien und Herzegowina |
| Roland Sovarzo | Ass. Trainer | German                  |

| Nr. | Name                       | Position | Größe  | Nationalität       | Geb.-Jahr |
| --- | -------------------------- | -------- | ------ | ------------------ | --------- |
| 2   | Chelsea Lynn Waters        |          | 1,83 m | Vereinigte Staaten |           |
| 7   | Lauren Engeln              |          | 1,79 m | Italien            |           |
| 10  | Julijana Kancevic          |          | 1,68 m | Serbien            |           |
| 11  | Vanessa Gibbels            |          | 1,83 m | Deutschland        |           |
| 13  | Lena-Marie Bradaric        |          | 1,66 m | Deutschland        |           |
| 14  | Alina Hartmann             |          | 1,86 m | Deutschland        |           |
| 15  | Cyrielle Recoura           |          | 1,73 m | Frankreich         |           |
| 16  | Sonja Nagel                |          | 1,73 m | Deutschland        |           |
| 21  | Sandra Wimmer              |          | 1,70 m | Deutschland        |           |
| 32  | Lindsay Christine Sherbert |          | 1,84 m | Vereinigte Staaten |           |
| 40  | Destinee Lashea Young      |          | 1,83 m | Vereinigte Staaten |           |
|     |                            |          |        |                    |           |

### Ehemalige Spielerinnen
In der Zeit der 1. DBBL seit 2015:
- Kaitlyn Jane Petersen (USA)
- Angela Pace (USA)
- Eva Rupnik (SLO)
- Jonae D’Asia Chambers (USA)
- Jessica Höötmann (DEU)
- Stefanie Pölder (DEU)
- Katrin Sandbichler (DEU)